# Требуем мира!
«Требуем мира!» — многофигурная скульптурная композиция, установленная в Москве в парке «Музеон». Изготовлена в 1950 году в ответ на начавшуюся Корейскую войну скульптором В. И. Мухиной совместно с Н. Г. Зеленской, З. Г. Ивановой, С. В. Казаковым, А. М. Сергеевым.

## История
Вера Мухина решила сделать скульптуру «Требуем мира!» в 1950 году, узнав о начавшейся войне в Корее. Совместно с ней над многофигурной композицией работал творческий коллектив: Нина Зеленская, Зинаида Иванова, Сергей Козаков и Александр Сергеев. Авторы назвали своё произведение «агитскульптурой», так как предназначали её для показа на митингах, конгрессах и демонстрациях борцов за мир. Модель из тонированного гипса была представлена на Выставке художников РСФСР 1950 года и получила положительный отзыв.  В 1951 году за композицию «Требуем мира!» коллектив скульпторов был удостоен Сталинской премии второй степени. Её специально изготовили способом гальванопластики из лёгкого металла, чтобы облегчить транспортировку на различные международные конференции, посвящённые миру.
Было изготовлено два идентичных экземпляра этой скульптурной группы. Один из них остался в Москве, а второй был отправлен в Пхеньян. В июле 1960 года Исполком Моссовета принял решение об установке скульптурной композиции на проспекте Мира перед станцией метро «Мир» (ныне «Алексеевская»). Вскоре скульптура подверглась вандализму, и тогда районные власти перенесли её в сквер перед школой-интернатом № 16 (проспект Мира, 123), обязав директора использовать памятник в целях воспитания школьников. Перед ним стали проводить пионерские линейки. Однако акты вандализма продолжились. К весне 1994 года скульптурная композиция находилась в плохом состоянии: обе женские фигуры были повалены на землю. Рука женщины с голубем мира оказалась отпиленной. Вскоре, в связи с реконструкцией проспекта, памятник был перенесён в парк «Музеон». Там скульптура стояла в неполном виде: были представлены только три из шести фигур, остальные хранились в запасниках музея. В 2012—2013 годах была проведена реставрация скульптуры, утраченные фрагменты были восстановлены по хранящемуся в Русском музее гипсовому оригиналу.

## Описание
Скульптурная композиция «Требуем мира!» включает шесть фигур, идущих в одном направлении. Три фигуры в середине — молодой негр, китаец и русский — идут с соединёнными сзади руками по поверженным знамёнам немецкой армии. Они символизируют народы, стремящиеся к миру. Слева — слепой инвалид войны в поношенной европейской солдатской форме, справа — мать-кореянка, поднимающая убитого ребёнка. Эти фигуры напоминают о жертвах войны. Впереди всех идёт красивая молодая женщина с ребёнком. С её вытянутой руки слетает голубь — символ мира. Это фигура, очевидно, олицетворяет светлое мирное будущее, к которому стремится человечество.
Основным недостатком скульптурной композиции критики назвали её разрозненность, она не выглядит как единое целое. Искусствовед С. С. Валериус также отмечала неоднозначность трактовки произведения, в частности фигуры женщины с голубем.
Из шести фигур сама Вера Мухина полностью выполнила только одну — кореянку с мёртвым ребёнком. Своим пластическим богатством и силой эта скульптура явно выделяется из всей композиции. За её основу был взят эскиз «Мать с мертвым ребенком», выполненный Верой Мухиной в 1941 году под впечатлением от первых дней Великой Отечественной войны. Скульптор так говорила о своей героине: «Она пойдет в партизаны — здесь о мольбах не может быть и речи».